# Edvard Goldkuhl
Edvard Ferdinand Goldkuhl, även skrivet E.F. Goldkuhl, född 18 augusti 1871 i Växjö församling i Kronobergs län, död 9 juni 1939 i Sundsvalls församling i Västernorrlands län, var en svensk militär och nöjesparksdirektör.
Efter officersutbildning blev Goldkuhl underlöjtnant vid Vendes artilleriregemente 1893 och vid Andra Göta artilleriregemente 1895. Han blev löjtnant där 1898 och kapten 1905. Goldkuhl befordrades till major vid Boden-Karlsborgs artilleriregemente 1915 och till överstelöjtnant vid Göta artilleriregemente 1920. Parallellt med officerskarriären hade han också uppdraget som nöjesfältet Lisebergs förste verkställande direktör åren 1925–1926. Han kom sedan till Umeå 1927, Karlskrona 1933 och Sundsvall 1937.
Goldkuhl blev riddare av Svärdsorden 1914.
Edvard Goldkuhl var son till stadsläkaren August Goldkuhl och Ebba Jerving samt bror till läkaren Henrik Goldkuhl och bergsingenjören Algot Goldkuhl. Släkten Goldkuhl har tyskt ursprung och inflyttade till Sverige 1755. Edvard Goldkuhl gifte sig 1914 med Ingegerd Maria Söderberg och fick två döttrar. Makarna är begravda på Norra begravningsplatsen utanför Stockholm.